# Terlan
Terlan (Italiaans: Terlano) is een gemeente in de Italiaanse provincie Bozen-Zuid-Tirol (regio Trentino-Zuid-Tirol) en telt 3784 inwoners (31-12-2004). De oppervlakte bedraagt 18,7 km², de bevolkingsdichtheid is 202 inwoners per km².

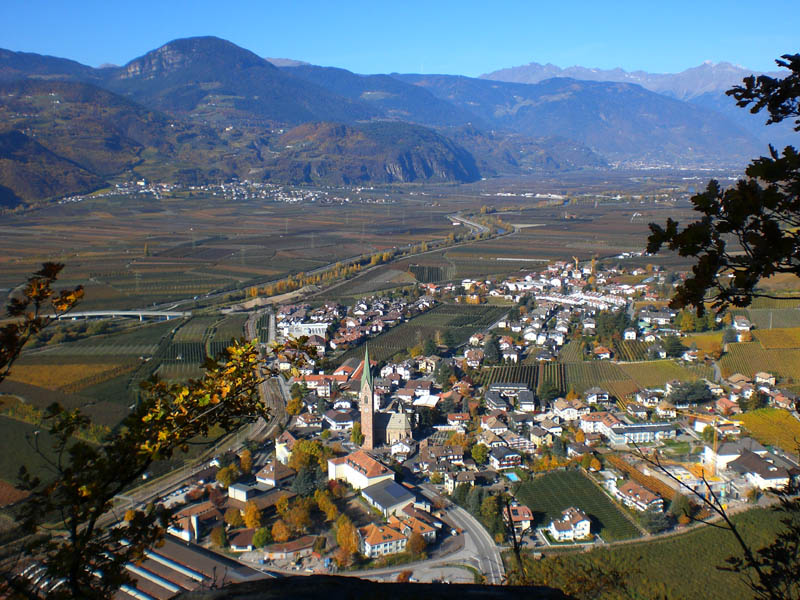
Terlan
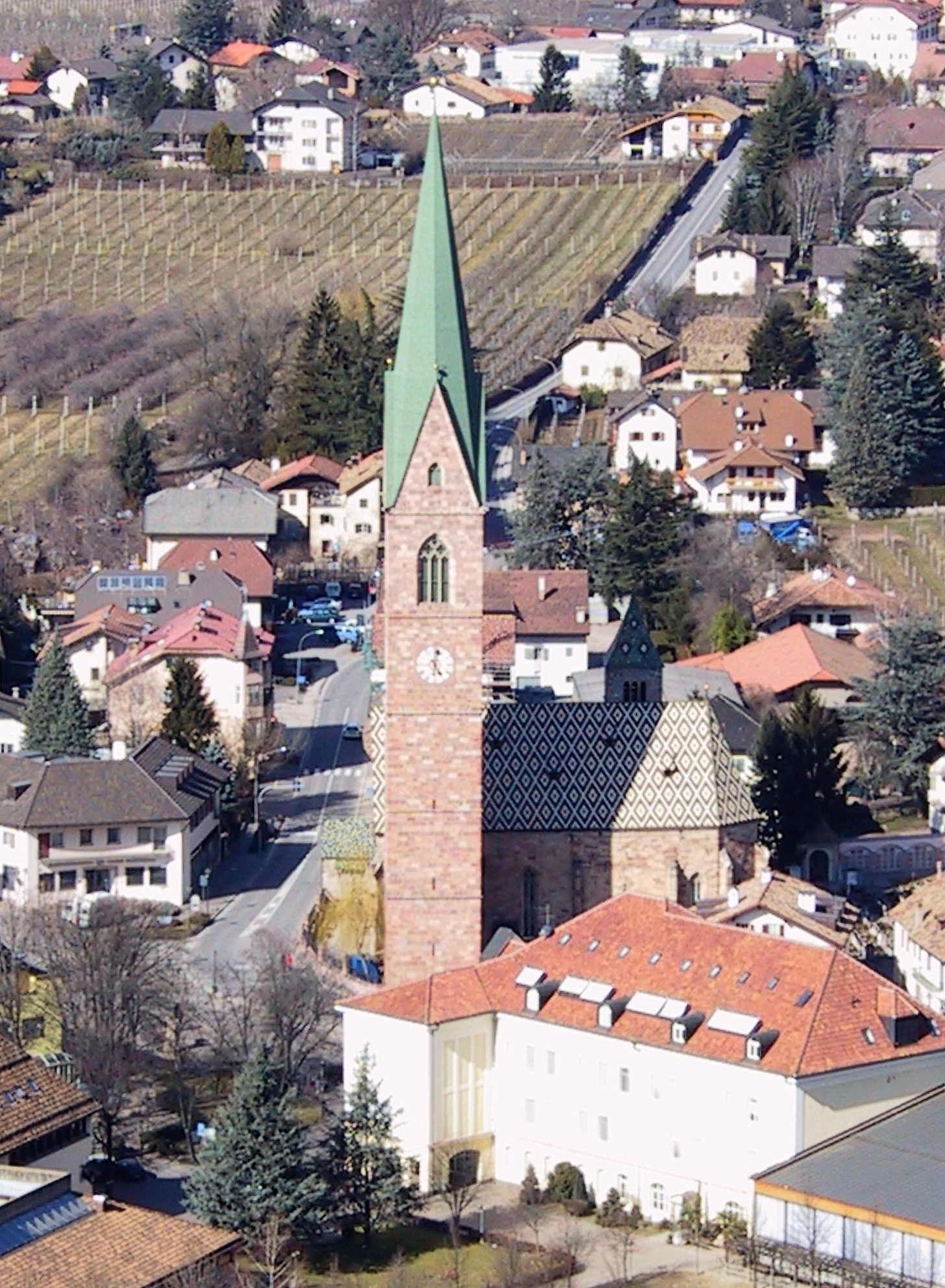
Terlan
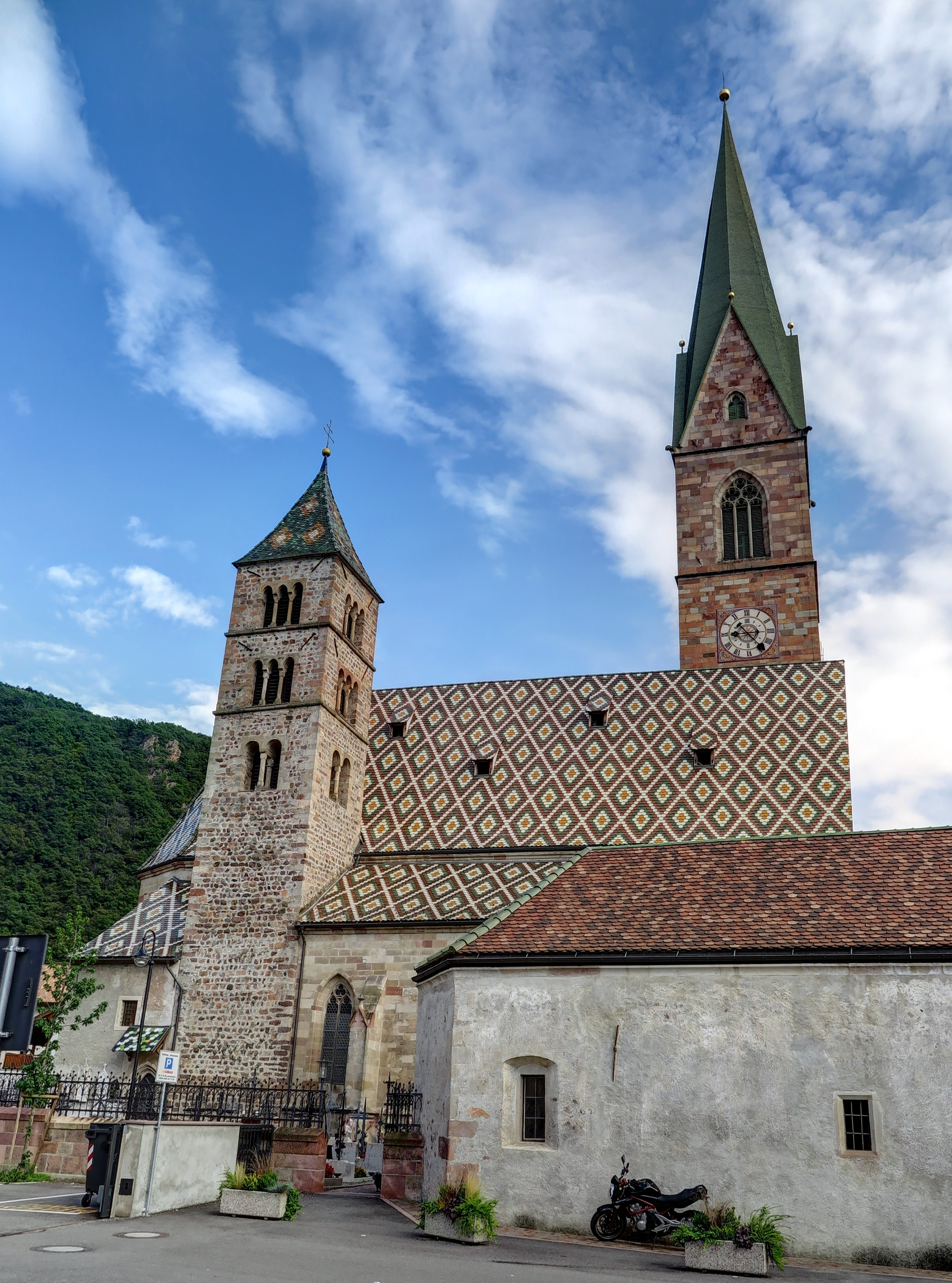
Maria Hemelvaartskerk
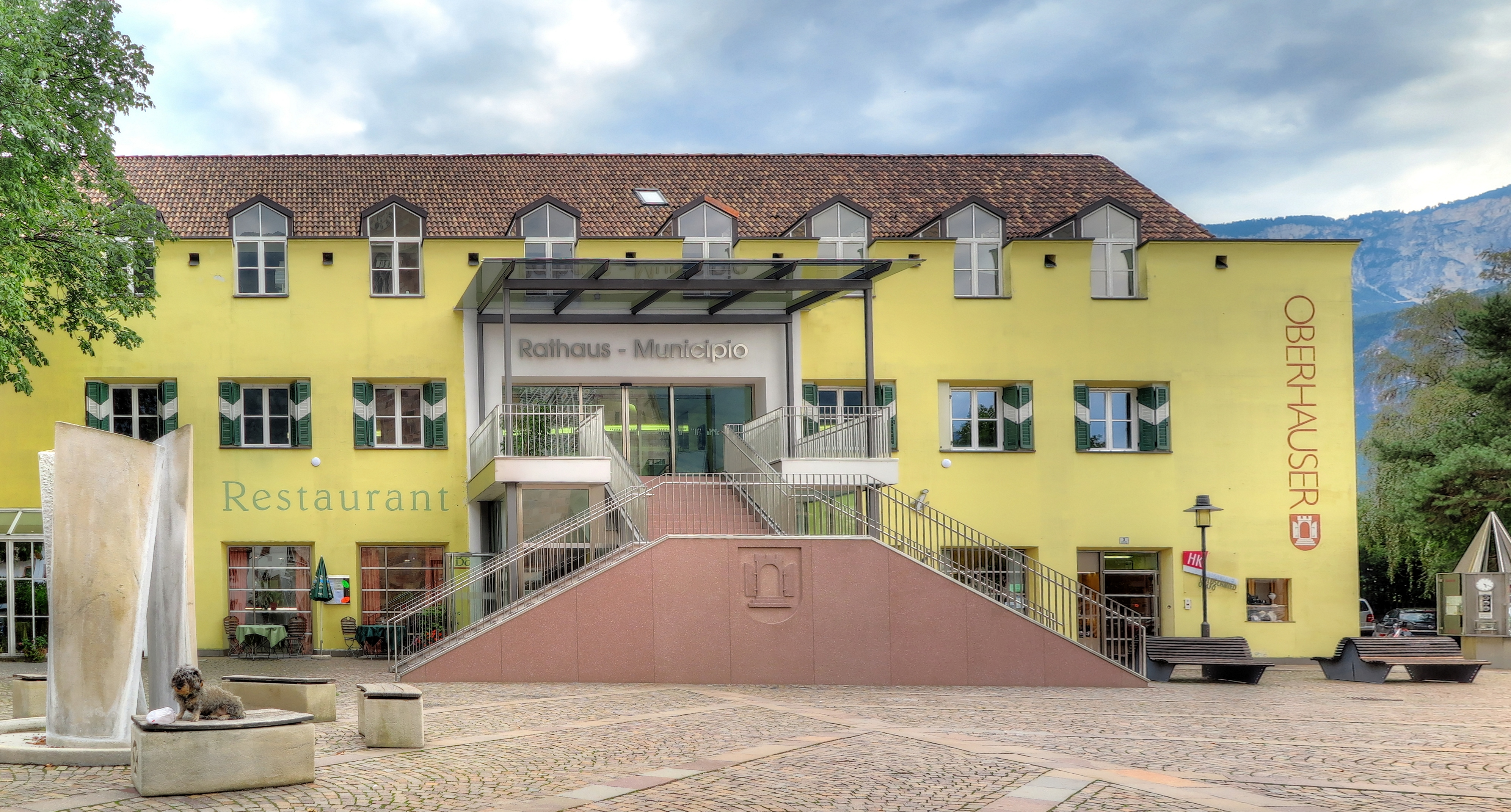
Gemeentehuis

## Geografie
De gemeente ligt op ongeveer 250 m boven zeeniveau.
Terlan grenst aan de volgende gemeenten: Andriano, Bolzano, Eppan an der Weinstraße, Gargazon, Jenesien, Mölten, Nals.
De volgende Fraktionen maken deel uit van de gemeente:
- Klaus (Chiusa)
- Rauth (Novale)
- Siebeneich (Settequerce)
- Vilpian (Vilpiano)